# 村山快哉堂

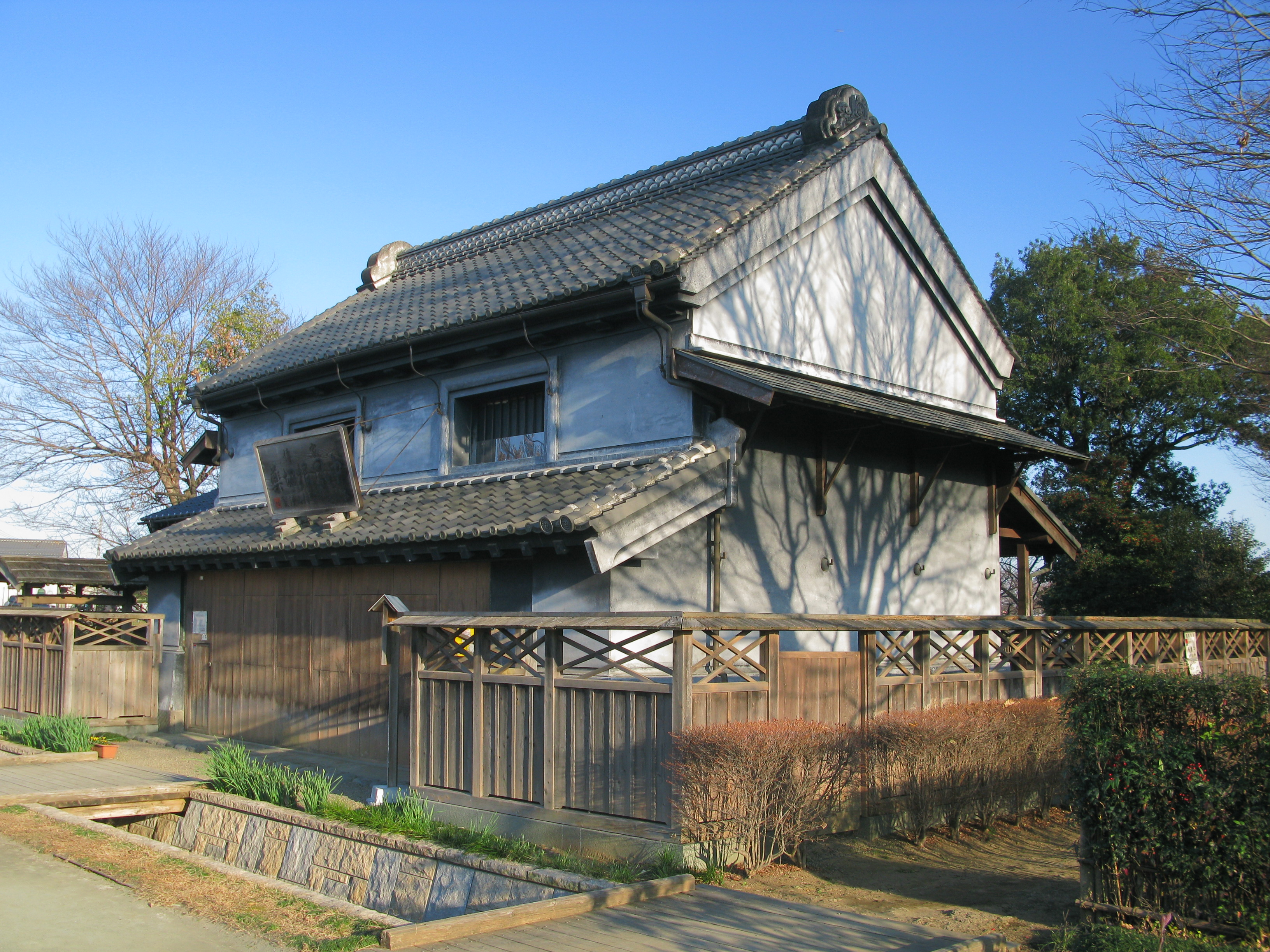
村山快哉堂

村山快哉堂（むらやまかいさいどう）は、埼玉県志木市にある薬局および建築物。志木市指定有形文化財（登録名は「旧村山快哉堂」）。

## 概要
1877年（明治10年）、現在の本町3丁目に建築された木造二階建て土蔵造りの店蔵である。1995年（平成7年）に一旦解体され、2001年（平成13年）に志木市役所の向かい側の志木市中宗岡に移築された。復元工事には約8000万円の費用が掛かった。

## データ
- 所在地 - 志木市中宗岡5-1[1]
- 開館日 - 金土日月曜日および祝日に開館
- 開催時間 - 午前10時から午後4時